# Belgisk hare

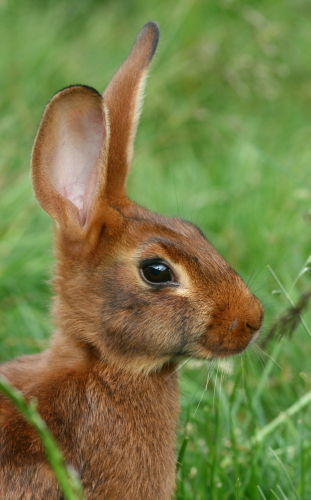
12 veckor gammal röd belgisk hare.

Belgisk hare är en kaninras som härstammar från Flandern, Belgien. Dess korta och täta päls är vanligen röd men kan även vara i färgen från och vit rödögd och ögonen är nötbruna. Pälsen bör skina, och gråa hår är inte önskvärda i pälsen. Den belgiska haren väger 3,01-4,0 kg. Den är en av de mest intelligenta kaninraserna som finns. Mycket likt den vilda haren har den belgiska haren en lång smal kropp, långa ben och öron. Öronen ska vara uppåtstående. Trots att den är en tilltalande kanin, är den inte lämplig för barn på grund av sin storlek och hastighet. Den belgiska haren passar inte som sällskapsdjur. Den har vanligtvis ett mycket bra temperament, speciellt om den får tillräckligt med utrymme att leka och springa på. Liksom alla kaniner, är den belgiska haren mest aktiv på morgonen och på kvällen, och sover mest under dagen. För att hålla sig frisk behöver den belgiska haren mycket motion.
Den idealiska avelsåldern för belgiska harar av honkön är vid cirka 9 månaders ålder.
Den första kullen bör födas före ett års ålder. En belgisk hare föder i genomsnitt 5-12 ungar per kull. Inga fler kullar bör tas efter 3 års ålder.